# Bronchocela cristatella
Bronchocela cristatella — представник роду Bronchocela з родини Агамових. Інша назва «зелений гребінчастий калот».

## Опис
Загальний розмір досягає 50—57 см. Не виглядає великим, оскільки хвіст становить більше половини загальної довжини. Морда витягнута, з боків голови добре помітні темні барабанні перетинки. На потилиці розташовується гребінь з декількох штук шипоподібної луски, найдобріше розвинений у самців, за який калот і отримав свою назву. Кінцівки тонкі, 3-5 пальці на задніх лапах подовжені. 
Забарвлення яскраве трав'яно-зелене. Черево трохи світліше спини, білувате. На морді блакитна «маска», блакитні цятки можуть також зустрічатися по всьому тілу. Проте в стані стресу яскраво-зелене забарвлення змінюється брудно-буре, коричнувате, чорне або сірувате. На спині, голові та навколо барабанної перетинки з'являються чорні плями.

## Спосіб життя
Полюбляє тропічні ліси, часто мешкає в садах, парках, заростях по берегах водойм. Зустрічається на різній рослинності, як високо в кронах дерев, так й на невеликих кущах та високій траві. Активний вдень. Харчується дрібними безхребетними, переважно комахами.
Це яйцекладна ящірка. Самиця відкладає до 5 яєць.

## Розповсюдження
Мешкає у Таїланді, Малайзії, Сингапурі та Індонезії. 